# Palmenriviera
Die Palmenriviera (italienisch: Riviera delle Palme) ist der ligurische Küstenabschnitt der Riviera di Ponente, welcher sich von Varazze bis nach Laigueglia erstreckt. Politisch liegt die Palmenriviera in der Provinz Savona.

## Geographie

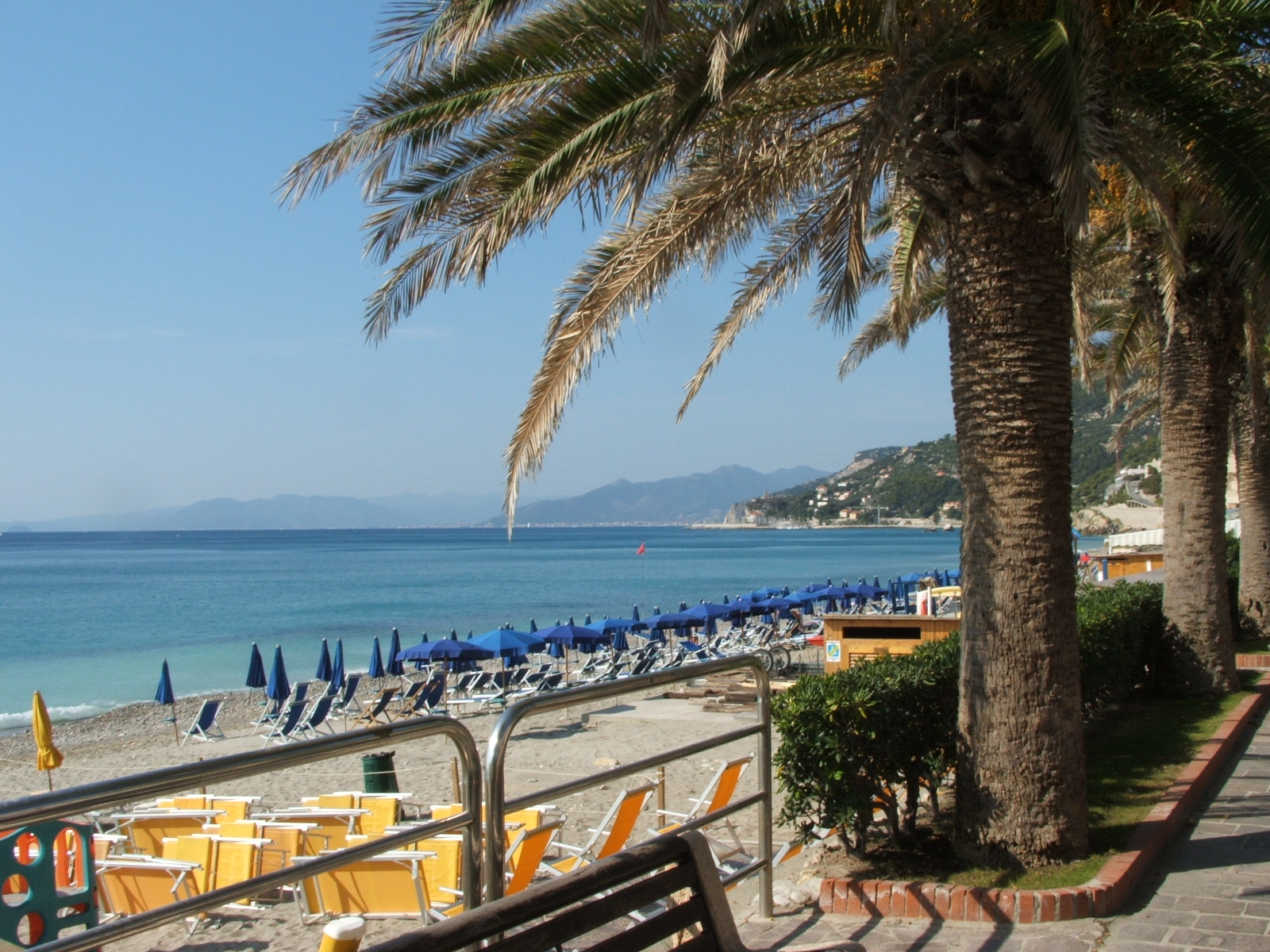
Der Strand bei Varigotti

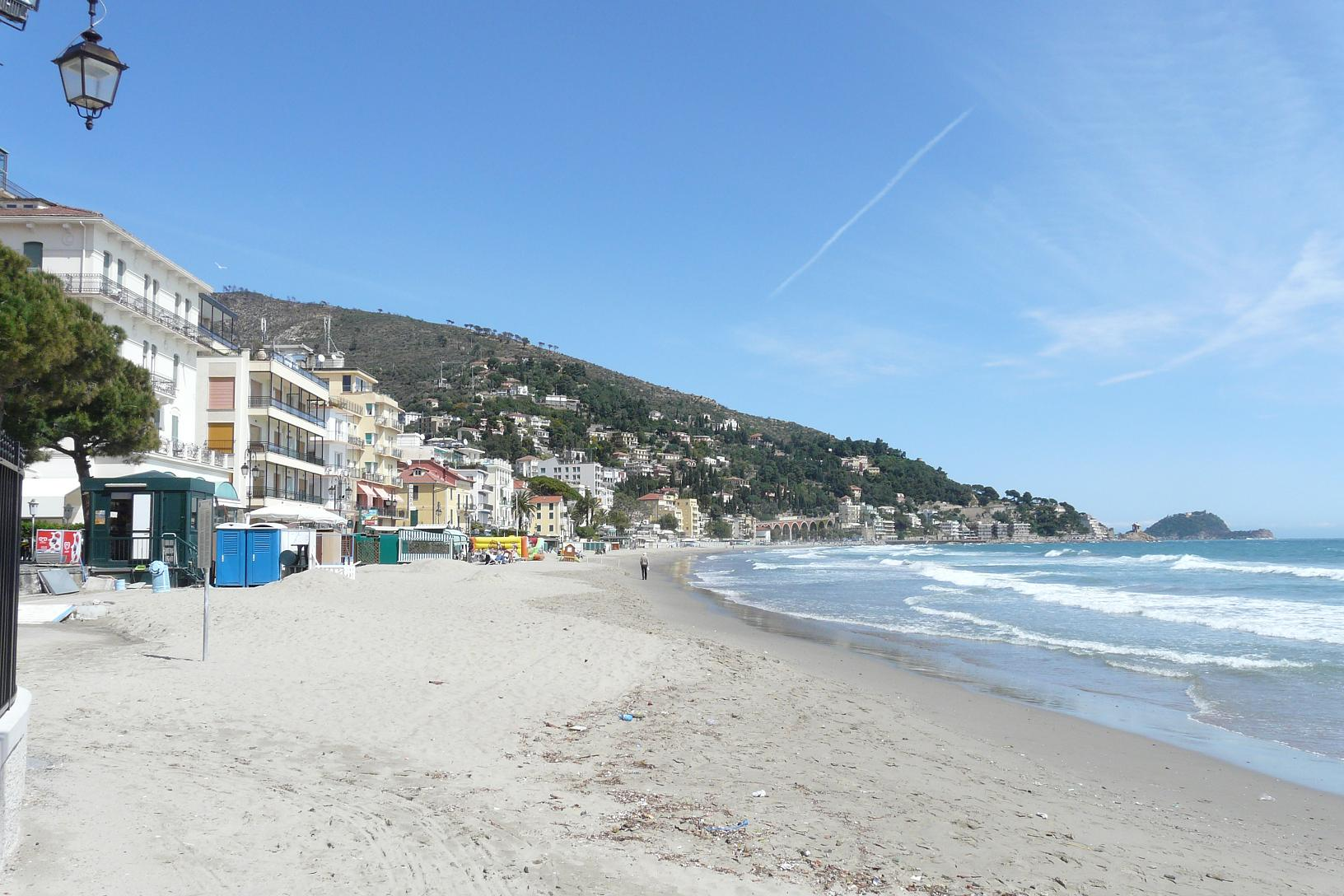
Der Strand von Alassio

## Charakteristika
Die Palmenriviera besitzt weite Sandstrände im Wechsel mit Felsküstenabschnitten. Die Hügellandschaft des Binnenlandes kommt bis auf wenige Hundert Meter an das Ligurische Meer heran.

### Die Küste
Die Küste ist circa 70 Kilometer lang und ist aus geomorphologischer Sicht äußerst abwechslungsreich. Der Sandstrand bei Laigueglia hat einen leichten Rotstich, wohingegen der Sand bei Alassio klassisch goldfarben ist. Bei Ceriale, Borghetto Santo Spirito, Pietra Ligure und Borgio Verezzi mischt sich unter den Sandstrand Kies. Weiter in Richtung Genua, bei Caprazoppa, wird die Küste felsig und Sandstrände wechseln sich mit Stein- und Kiesstränden ab, wie auf Höhe von Finale Ligure. Bei Varigotti ist der Sand elfenbeinfarben und sehr fein, wohingegen der Sand bei Capo Noli weiß ist. Weiter östlich, bei Albissola Marina weist der Sand wiederum einen Rotstich auf um bei Varazze ins Elfenbeinfarbene und im Verlauf ins Weiße überzugehen.

### Inseln
Vor der Palmenriviera liegt auf Höhe von Bergeggi die Isola di Bergeggi und bei Albenga die Isola Gallinara.

## Natur

### Meeresflora
Die Meeresflora besteht aus einer Vielzahl an Algen. Besonders häufig kommt der Meersalat (Ulva lactuca) und der Flache Darmtang (Enteromorpha compressa) vor.
Häufig sind auch Algen der Familie Bryopsis, mit den Vertretern Grüner Federtang (Bryopsis plumosa) und Bryopsis duplex. Auf den sandigen Meeresböden trifft man auf Caulerpa prolifera, Trichteralgen (Padina pavonia) und größere Weiden des Mittelmeer-Neptungrases (Posidonia oceanica). Außerdem kommen die Algenarten Cystoseira ericoides, Gelidium pectinatum und Polysiphonia sertularioides vor.

### Meeresfauna
Die Meeresfauna der Palmenriviera ist typisch für den Mittelmeerabschnitt der Riviera di Ponente, mit Hornhechten (Belone belone), Gelbstriemen (Boops boops), Mittelmeer-Fahnenbarsch (Anthias anthias), Goldbrassen (Sparus aurata), Bandbrassen (Oblada melanura), Zweibindenbrassen (Diplodus sargus), Gemeinen Meerbrassen (Pagrus pagrus) und verschiedenen Schleimfischen (Blenniidae). Ab einer gewissen Meerestiefe trifft man auf Farbwechselnde Hornkorallen (Paramuricea clavata) und Weiße Gorgonien (Eunicella singularis).
Gelegentlich lassen sich Meeraale (Conger conger), Skorpionfische (Scorpaenidae), Riesen-Zackenbarsche (Epinephelus marginatus), Langusten (Palinurus elephas), Seeteufel (Lophius piscatorius) und Mondfische (Mola mola) beobachten.

## Hauptorte
Hauptorte der Palmenriviera sind:
- Celle Ligure
- Varazze
- Savona
- Bergeggi
- Noli
- Spotorno
- Finale Ligure
- Pietra Ligure
- Loano
- Borghetto Santo Spirito
- Ceriale
- Albenga
- Alassio
- Laigueglia